# Street Scene
Street Scene (títol original en anglès, en català Escena de carrer) és una obra dramaticomusical en dos actes composta  per Kurt Weill sobre un llibret en anglès de Langston Hughes, basat en Street Scene d'Elmer Rice. Es va estrenar el 9 de gener de 1947 al George Abbott Theatre de Manhattan, dirigida per Maurice Abravanel.